# 한국기술사회
한국기술사회(韓國技術사會)는 기술사법에 의거, 기술사 직무의 개선, 기술능력의 향상 및 품의보전 도모를 목적으로 과학기술정보통신부의 인가를 받아 설립된 특수법인이다.

## 설립 근거
- 기술사법[1]

## 연혁
- 1963년 11월 11일 기술사법 제정·공포 (경제기획원)
- 1964년 12월 17일 농업, 수산, 임업, 전기, 기계, 화공, 섬유, 금속, 광업, 선박, 항공기, 건설, 응용이학 등 13개 부문 64개 전문분야 67명 제1회 기술사 배출
- 1965년 2월 16일 한국기술사회 창립총회 (국립공업연구소)
- 1965년 2월 26일 초대 김해림 회장 취임. 한국기술사회 업무 개시
- 1965년 3월 15일 한국기술사회 법인설립 인가 (경제기획원)
- 1967년 3월 30일 기술사 주무부처 변경 (경제기획원 → 과학기술처)
- 1973년 2월 5일 기술용역육성법 제정·공포 (과학기술처)
- 1973년 12월 31일 국가기술자격법 제정·공포 (과학기술처)
- 1976년 12월 31일 기술사법 폐지
- 1977년 9월 6일 사단법인으로 변경 (과학기술처)
- 1981년 12월 31일 국가기술자격법 노동부 이관
- 1985년 1월 11일 기술사보수교육기관 지정 (노동부)
- 1992년 11월 25일 기술사법 부활 제정·공포
- 1996년 4월 28일 동남아시아태평양공학단체연합(FEISEAP ; Federation of Engineering Institutions of Southeast Asia and the Pacific) 정회원 가입
- 1998년 5월 18일 한국기술사회 부설 기술사CM교육원 개원
- 2001년 6월 20일 EMF(Engineers Mobility Forum to establish an EMF International Register of Professional Engineers) 정회원 가입 및 한국대표기관 지정
- 2001년 12월 20일 건설사업관리전문교육기관 지정 (건설교통부)
- 2001년 12월 31일 기술사법 개정 (합동기술사사무소 개설)
- 2002년 2월 28일 기술사의 날 제정·공포 (2월 26일)
- 2002년 6월 3일 선택전문교육과정 훈련기관 지정 (행정자치부)
- 2007년 3월 30일 APEC엔지니어심사등록위원회 업무 이관
- 2007년 9월 10일 기술사 신고 등의 업무 수탁기관 지정 (과학기술부)
- 2008년 8월 29일 기술사법 개정 (소관부처 이관. 과학기술부 → 교육과학기술부)
- 2010년 3월 17일 기술사법 개정 (위원회 통합)
- 2013년 3월 1일 제22대 엄익준 회장 취임[2]
- 2015년 3월 1일 제23대 김재권 회장 취임
- 2018년 3월01일 제24대 김재권 회장 연임
- 2020년 3월01일 제25대 주승호 회장 취임

## 주요 업무
- 기술향상에 관한 조사·연구
- 산업기술 지도 및 정보교환
- 기술사의 직무개발과 자질향상을 위한 교육
- 기술사의 품위 보전
- 기술사의 복지 증진 및 권익 옹호
- 과학기술정보통신부 장관이 위탁하는 업무

```
 가. 기술사의 근무처․경력 및 학력 등의 신고의 수리
 나. 기술사종합정보시스템의 구축․운영에 관한 업무
 다. 기술사사무소의 개설등록
 라. 기술사사무소 등록사항의 변경, 휴업 또는 폐업신고의 수리
 마. 사무소등록기술사의 실적관리
 바. 교육훈련 실적의 검토와 교육훈련이수확인증의 발급에 관한 업무
 사. 국제기술사 자격인정을 위한 심사 요청의 수리 및 국제기술사자격인정증명서의 발급에 관한 업무
 아. 기술사 자격 등록의 접수, 등록증 발급 및 반납
```

- 그 밖에 제1호부터 제6호까지의 업무에 부대되는 업무로서 정관으로 정하는 업무

## 조직

### 상근부회장

#### 전략기획실
교육훈련실

## 부문회
- 교통기술사회[3]
- 금속기술사회[4]
- 농림기술사회[5]
- 섬유기술사회[6]
- 전기·전자기술사회[7]
- 정보처리기술사회[8]
- 통신기술사회[9]
- 항공기술사회[10]
- 화공기술사회[11]
- 환경기술사회[12]

## 분회
| - 가스기술사회 - 건설기계기술사회 - 건설안전기술사회 - 건설품질기술사회 - 건축구조기술사회 - 건축시공기술사회 - 건축전기설비기술사회 - 공장관리기술사회 - 공조·기계설비기술사회 - 기계안전기술사회 - 농어업토목기술사회 - 농화학기술사회 - 도로및공항기술사회 - 도시계획기술사회 - 발송배전기술사회 - 비파괴검사기술사회 - 산림기술사회 - 산업계측제어기술사회 - 산업기계설비기술사회 - 산업위생관리기술사회 - 상하수도기술사회 - 소방기술사회 - 소음진동기술사회 - 수산양식기술사회 - 수자원개발기술사회 - 식품기술사회 - 전기안전기술사회 - 전기응용기술사회 - 전기철도기술사회 - 조경기술사회 - 지적기술사회 - 지질및지반기술사회 - 차량기술사회 - 철도기술사회 - 철도신호기술사회 - 철도차량기술사회 - 측량및지형공간기술사회 - 토목구조기술사회 - 토목시공기술사회 - 토질및기초기술사회 - 표면처리기술사회 - 한국안전위생통합기술사회 - 항만및해안기술사회 - 해양기술사회 - 화공안전기술사회 - 화약류관리기술사회 | - 광해방지분회 - 금형기술사회 - 인간공학분회 - 자원관리분회 - 품질관리분회 |

## 지회
- 인천기술사회[63]
- 한국농어촌공사지회[64]
- 중부기술사회[65]
- 전북공무원기술사회[66]
- 전북기술사회[67]
- 광주·전남기술사회[68]
- 대구·경북기술사회[69]
- 부산기술사회[70]
- 영남기술사회[71]
- 제주기술사회[72]

## 같이 보기
- 대한기술사회